# Агаян, Мушег Газаросович
Мушег Газаросович Агая́н (или Казаросович, или Лазаревич; 17 ноября 1883, Тифлис — 11 сентября 1966, Ереван) — армянский и советский композитор, музыковед. Заслуженный деятель искусств АССР (1939). Кандидат искусствоведения (1947). Член КПСС с 1917 года. Участник борьбы за установление Советской власти в Закавказье. Сын писателя Газароса Агаяна.

## Происхождение
Мушег Агаян происходит из старинного рода Верди Агаяна, который берёт своё начало в XVIII веке. Его отцом был известный армянский писатель-романист и сказочник Газарос Агаян, а его родная сестра Лусик (Агаян) Сарьян была женой художника, члена Академии художеств СССР Мартироса Сарьяна. Сыном Мушега Агаяна являлся радиожурналист Левон Агаян (1922-1985)..

## Биография
Мушег Агаян родился 29 ноября 1883 года в Тифлисе в семье известного армянского писателя Газароса Агаяна. 
С 1907 по 1911 год обучался пению в консерватории Петербурга. Преподавал уроки пения в пансионе княгини Аргутинской-Долгоруковой. Был первым учителем музыки композитора Арама Хачатуряна. 
Разделял идеи большевиков. Неоднократно подвергался гонениям дашнакским и меньшевистским правительствами за революционную деятельность, арестовывался, находился в ссылке. В апреле 1917 года вступает в РСДРП(б). В 1920 году участвует на стороне большевиков в майских восстаниях за установление Советской власти в Армении и Закавказье. 
С 1921 по 1922 год — член ревкома и заведующий отделом народного образования Ереванской губернии. C 1922 по 1923 год — работает в редакции газеты «Советская Армения». С 1923 по 1925 год работает секретарём Истпарта. 
В 1926 году поступает в Московскую консерваторию по классу хорового пения, которую оканчивает в 1930 году. Был учеником советского композитора А. В. Александрова. C 1930 года занимается научно-педагогической деятельностью в Армении. 
С 1934 по 1939 год — председатель правления Союза композиторов АССР. С 1948 по 1953 годы работает старшим научным сотрудником сектора истории и теории музыки Академии наук Армянской ССР, организует научно-исследовательский музыкальный кабинет. В 1950-е годы выпускает несколько этнографических сборников народных песен на армянском и русском языках. Состоял в переписке с советским композитором Михаилом Гнесиным.
Ушел из жизни 11 сентября 1966 года в Ереване.

## Творчество
Мушег Агаян получил известность в музыкальных кругах в первую очередь благодаря своим исследованиям в армянской и грузинской народной музыке. Им были расшифрованы более сотни песен армянского композитора Комитаса (с армянских нотных знаков, архивов и голосов, записанных на грампластинке). Совместно с армянским певцом Шарой Тальяном Мушег Агаян выпустил в свет сборник песен мастера армянской любовной лирики Саят-Нова, которые ему пришлось собирать буквально по крупицам. Композитором также был написан ряд произведений для хора и романсы.

## Сочинения
Составитель сборника народных песен, записанных Комитасом
- Комитас. Этнографический сборник..., т. 2, 1950, на рус. и арм. яз.)
- редактор сборника «Армянские народные песни и пляски» С. Меликяна (т. 1-2, 1949; 2-е изд. 1953)
- редактор сборника песен Шерама (1959)